# Puchar Polski kobiet w piłce nożnej 2005/06, grupa dolnośląska
Puchar Polski kobiet w piłce nożnej w sezonie 2005/06, grupa: dolnośląska
I runda – 17 września 2005
Ziemia Lubińska Szklary Górne – Dragon Miszkowice 3:1
MOSiR Bolesławiec – KP Brzeg Dolny 0:0, po dogrywce, karne: 5:4
Finał – 22 października 2005 Bolesławiec
MOSiR Bolesławiec – Ziemia Lubińska Szklary Górne 2:5